# Agustín Ruberto
Agustín Ruberto, né le 14 janvier 2006 à San Fernando, est un footballeur argentin qui évolue au poste de avant-centre au River Plate.

## Biographie

### Carrière en club
Né à San Fernando, dans la province de Buenos Aires en Argentine, Agustín Ruberto commence à jouer dans un club amateur de sa ville natale avant de rapidement rejoindre le centre de formation de River Plate, où il commence sa carrière professionnelle en championnat d'Argentine,,.
Il joue son premier match avec l'équipe première du club le 28 janvier 2024, entrant en jeu lors d'un match nul 1-1 en Coupe de la Ligue professionnelle contre les Argentinos Juniors. Il s'illustre ensuite avec un réalisation dès le match suivant dans la compétition, buteur le 1er février 2024 contre le Barracas Central.
Après avoir signé son premier contrat professionnel en avril 2022, il paraphe une prolongation en 2024, le liant au club jusqu'en 2027, avec une clause libératoire de 30 millions d'euros, la plus élevée de son équipe,.
Promis à une place de plus en plus centrale dans l'effectif pour la saison 2025, alors qu'il continue à s'illustrer avec les équipes de jeunes argentines, il est néanmoins victime d'une rupture des ligament croisés qui doit le maintenir hors des terrains pendant une grande partie de l'année,.

### Carrière en sélection
En mars 2022, Agustín Ruberto est convoqué pour la première fois avec l'équipe d'Argentine des moins de 17 ans.
Avec cette sélection il prend notamment part à la Coupe du monde des moins de 17 ans 2023, dont il termine soulier d'or avec 8 buts, après un triplé en demi-finale qui n'empêche toutefois pas son équipe de s'incliner aux tirs au but contre l'Allemagne, qui remporte la compétition.
Début 2025, il est convoqué avec l'équipe d'Argentine des moins de 20 ans pour participer au Championnat d'Amérique du Sud des moins de 20 ans qui a lieu en janvier et février 2025,. L'Argentine termine à la deuxième place de la compétition, derrière un Brésil qu'elle avait pourtant humilié 6-0 en ouverture avec un Ruberto buteur,. Capitaine lors de la victoire contre la Bolivie puis encore buteur contre le Chili, le jeune attaquant se blesse à 4 journées de la fin du tournois et les argentins restent en tête jusqu'à la dernière journée, où il s'inclinent 3-2 contre le Paraguay de Luca Kmet et Diego León, leur première défaite de la compétition,,,.

## Palmarès
Argentine -20 ans
- Championnat d'Amérique du Sud
  - Vice-champion en 2025